# (2018) Schuster
(2018) Schuster ist ein Hauptgürtelasteroid, der am 17. Oktober 1931 vom deutschen Astronomen Karl Wilhelm Reinmuth an der Landessternwarte Heidelberg-Königstuhl (IAU-Code 024) bei Heidelberg entdeckt wurde.
Benannt wurde der Asteroid nach dem deutschen Astronomen Hans-Emil Schuster (1934–2024), der maßgeblich am Aufbau des La-Silla- und des Paranal-Observatoriums beteiligt war.